# Río Los Ñadis (Baker)
El río Los Ñadis es un curso natural de agua que nace en un valle situado entre el río Baker y el río del Salto en la Región de Aysén. Fluye en dirección norte con un curso sensiblemente paralelo al del río del Salto hasta desembocar en la ribera izquierda del Baker, 24 km aguas abajo de la desembocadura del río Colonia.: 570 

## Historia
Luis Risopatrón lo describe en su Diccionario jeográfico de Chile (1924):: 596 
Ñadis (Río de los). Corre por un valle de unos 2 kilómetros de ancho, ocupado por ñadis o vegas pantanosas, en medio de las cuales hace un sinnúmero de serpentinas; tiene ojos de agua a ambos lados, esta orillado por estrechas zonas de monte alto i afluye del SE a la márjen E del curso medio del río Baker.